# Calenhir
En el universo imaginario de J. R. R. Tolkien, el Calenhir es un río del sur de Gondor que nace en las estribaciones orientales de las Pinnath Gelin y vuelca sus aguas hacia el este para unirse al curso inferior del Morthond.
En el mapa publicado en El Señor de los Anillos, no figura el nombre de este río, pero si en el mapa de las Montañas Blancas de Karen Wynn Fonstad, quien seguramente lo tomó de las primeras versiones del mapa de El Señor de los Anillos, y de los mapas publicados en La traición de Isengard y en La Guerra del Anillo.

## Etimología
Su nombre significa «río verde», casi con seguridad por su procedencia de las Colinas Verdes del sur de Gondor. Compuesto por el elemento _Calen_, raíz KAL; que según Tolkien “(...)era la palabra usual en sindarin para 'verde' (su sentido antiguo era «brillante», q. *kalina_)...” Y el elemento _Sir_ por lenición _-Hir_ que significa “Río”; “De la raíz SIR-, «fluir».